# Битка на Кървавото поле
В битката на Кървавото поле, известна и като битката при Сармада или битката при Балат, кръстоносната армия на Роже Салернски от Княжество Антиохия е унищожена от армията на Илгази от Мардин, владетел на Алепо от династията на Ортокидите на 28 юни 1119 г.

## Предистория
Антиохия и другите кръстоносни държави постоянно са във война с мюсюлманските държави в Северна Сирия и Джазира, главно емирствата на Алепо и Мосул. Когато Ридван от Алепо умира през 1113 г., настъпва период на мир, поне за няколко години. Обаче Роже Салернски, който управлява Антиохия като регент на Боемунд II, пропуска да се възползва от смъртта на Ридван. По същия начин Балдуин дьо Бурк, граф на Едеса и Понс, граф на Триполи, се грижат само за собствените си интереси и не се съюзяват с Роже срещу Алепо. През 1115 г. Роже побеждава нахлуваща селджукска армия, командвана от Бурсук ибн Бурсук в битката при Сармин.
През 1117 г. Алепо попада под властта на Ортокидския атабег Илгази. През 1118 г. Роже превзема Азаз, което отваря достъп към Алепо от страна на кръстоносците; в отговор Илгази нахлува в княжеството през 1119 г. Роже тръгва на поход от Арта заедно с Бернар от Валенсия, латинския патриарх на Антиохия. Бернар предлага да останат там, тъй като Арта е добре защитена крепост на малко разстояние от Антиохия и Илгази няма да може да я преодолее, ако нападне. Патриархът също така съветва Роже да потърси помощ от Балдуин, вече крал на Йерусалим, и от Понс, но Роже не иска да чака пристигането на техните подкрепления.
Войската на Роже лагерува в прохода Сармада, докато Илгази обсажда крепостта Ал-Атариб. Кръстоносен отряд под командването на Робер Вьо-Понт решава да преодолее обсадата, но Илгази симулира отстъпление, като по този начин примамва хората на Робер да напуснат крепостта и те попадат в засада.

## Битката
От своя страна Илгази също очаква подкрепления от Тугтекин, емир на Дамаск от династията на Буридите, но и той е нетърпелив. Използвайки малко познати пътеки, армията му бързо обгражда лагера на Роже през нощта на 27 юни. Роже е избрал безразсъдно да разположи лагера си в гориста долина със стръмни склонове и много малко пътища за отстъпление. Армията на Роже се състои от 700 рицари, 500 арменски конници и 3000 пехота, включително туркополи, набързо организирани в пет отряда. Те образуват защитна V-образна линия с връх, най-отдалечен от мюсюлманския боен ред. От ляво надясно отрядите се командват от Робърт от Сейнт Ло, княз Роже, Ги дьо Френел, Джефри Монахът и Петър. Междувременно Роже заповядва шесто подразделение под командата на Рено Манзуер да защити тила на антиохийците.
Същата сутрин, 28 юни, битката започва със стрелба с лъкове между антиохийската пехота, изпратена пред рицарите, и турските стрелци. Кръстоносната армия отначало постига успех, когато десните отряди на Петър и Джефри Монах нападат и побеждават противопоставените им Ортокиди. Централният отряд на Ги дьо Френел също има известен успех, но скоро битката се решава на левия фланг. Робърт от Сейнт Ло и туркополите са отблъснати към отряда на Роже, което причинява безредие. Объркването нараства допълнително, когато северен вятър издухва прах в лицата на антиохийските рицари и пехотинци. Скоро фланговете на Ортокидите обгръщат кръстоносците.
По време на битката Роже е убит с удар от меч в лицето в подножието на големия скъпоценен кръст (Crux gemmata), служещ за негов щандарт. Останалата част от армията му е убита или пленена; оцеляват само двама рицари. На следващия ден всички пленници са избити, успяват да се спасят само сто и петдесет души. Рено Манзуер намира убежище в крепостта Сармада, за да изчака крал Балдуин, но по-късно е пленен от Илгази. Сред другите затворници вероятно е Валтер Канцлерът, който по-късно пише Bella Antiochena, в която разказва за битката.

## Наименованието „ager sanguinis“
Клането по време на битката води до името ager sanguinis, на латински „полето на кръвта“.
Описанието ager sanguinis вероятно е библейска препратка към полето, закупено от Юда Искариотски с парите, дадени му да предаде Исус. В Деяния на апостолите (1:18) се отбелязва, че Юда се е самоубива на полето, което става известно като акълдемах (acheldemach) на арамейски (Акелдама в Йерусалим) и като ager sanguinis във Вулгата.

## Последици
Битката показва, че мюсюлманите са в състояние да победят кръстоносна армия. Въпреки това, Илгази скоро се отдава на пиршества и не продължава към Антиохия, където патриарх Бернар организира защитата както може. Въпреки това, поради загубата на антиохийската армия, крепостите Атхариб, Зердана, Сармин, Маарат ан-Нуман и Кафр Таб бързо попадат в мюсюлмански ръце.
Илгази е победен от крал Балдуин II от Йерусалим и граф Понс в битката при Хав на 14 август, а Балдуин поема регентството на Антиохия. Впоследствие Балдуин си връща някои от изгубените градове. Въпреки това поражението в битката на Кървавото поле силно отслабва княжество Антиохия и то е подложено на многократни атаки от мюсюлманите през следващото десетилетие. В крайна сметка княжеството попада под влиянието на възраждащата се Византийска империя.
Кръстоносците възвръщат част от своето влияние в Сирия в битката при Азаз шест години по-късно, през 1125 година.